# مرکز پزشکی الیشا
مرکز پزشکی الیشا (به لاتین: Elisha Medical Center) یک بیمارستان در اسرائیل است که در حیفا واقع شده‌است.